# モニカ・スカッティーニ
モニカ・スカッティーニ（Monica Scattini、1956年2月1日 - 2015年2月4日）は、イタリアの女優。

## 出演作品
- 最後のマイ・ウェイ（ショウファ・フランソワ）
- サイレント・ラブ